# Стадион Морис Дуфрасн
Стадион Морис Дуфрасн (фр. Stade Maurice Dufrasne, Stade de Sclessin) је фудбалски стадион у Лијежу, Белгија. Стадион прима 27.670 људи.  Познат је и по другом имену, Стадион Шлесин, по имену Лијежове четврти у којој се налази, и домаћи је стадион фудбалског клуба Стандард Лијежа. 
Репрезентација Белгије је такође играла овде, једна од утакмица је била утакмица против Естоније у септембру 2008. у квалификацијама за Светско првенство 2010. и против Гибралтара 31. августа 2017. такође у квалификацијама за Светско првенство. Стадион је био домаћин једне утакмице Европског првенства 1972. и три утакмице Европског првенства  2000.
Име стадиона, Морис Дуфрасн, је дато у част бивђег председникаа Краљевског стандарда из Лијежа од 1909. (када је стадион изграђен) до 1931. године. Познато је да је водио играче својој кући и кувао им оброк ако су играли добро, посебно на утакмицама код куће.

## Капацитет трибина
- Трибина I – 9.033 места[2]
- Трибина II – 7.336 места
- Трибина III – 6.887 места
- Трибина IV – 6.767 места

## Утакмице ЕП 1972.
| Датум         | Екипа бр. 1 | Рез   | Екипа бр. 2 | Фаза                    |
| ------------- | ----------- | ----- | ----------- | ----------------------- |
| 17. јун 1972. | Мађарска    | 1 : 1 | Белгија     | Утакмица за треће место |

## Утакмице ЕП 2000.
| Датум        | Екипа бр. 1 | Рез   | Екипа бр. 2 | Фаза    |
| ------------ | ----------- | ----- | ----------- | ------- |
| 12. јун 2000 | Немачка     | 1 : 1 | Румунија    | Група А |
| 18. јун 2000 | Норвешка    | 0 : 1 | Југославија | Група Ц |
| 21. јун 2000 | Данска      | 0 : 2 | Чешка       | Група Д |